# Betulio González
Betulio González (* 24. Oktober 1949 in Maracaibo, Venezuela) ist ein ehemaliger venezolanischer Boxer im Fliegengewicht.

## Profikarriere
Am 3. Juni 1972 boxte er gegen Sócrates Batoto um die WBC-Weltmeisterschaft und gewann durch klassischen K. o. in Runde 4. Diesen Gürtel verlor er allerdings bereits in seiner ersten Titelverteidigung an Venice Borkhorsor im September desselben Jahres durch Knockout. 
Am 4. August des darauffolgenden Jahres errang er diesen Gürtel erneut, als er Miguel Canto durch Mehrheitsentscheidung schlug. Im Oktober 1974 verlor er den Titel gegen Canto im Rückkampf durch geteilte Punktentscheidung. 
Am 12. August 1978 erkämpfte sich Gonzalez mit einem Punktsieg gegen Guty Espadas den WBA-Weltmeistergürtel. Nach drei aufeinanderfolgenden Titelverteidigungen verlor er den Gürtel im November des darauffolgenden Jahres gegen Luis Ibarra durch einstimmigen Beschluss.